# 이병호 (광학자)
이병호(李竝浩, 1964년 ~ 2022년 11월 7일)는 대한민국의 광학자·디스플레이공학자였다.

## 학력
- 1987년 서울대학교 전자공학과 졸업
- 1989년 서울대학교대학원 전자공학과 졸업
- 1993년 캘리포니아 대학교 버클리캠퍼스 대학원 전기공학 박사

## 경력
- 1993년 ~ 1994년 : 미국 캘리포니아대학교 버클리캠퍼스 박사후연구원
- 1994년 9월 ~ 2022년 11월 : 서울대학교 공과대학 전기정보공학부 교수
- 2015년 9월 : 환태평양 레이저 및 전자광학학술회의 운영위원장, 한국광학회 부회장
- 2016년 3월 : 제11대 서울대학교 공과대학 전기정보공학부 학부장
- 2019년 3월 ~ 2020년 2월 : 한국광학회 회장
- 2021년 1월 : 제15대 한국정보디스플레이학회 회장
- 2021년 9월 : 제30대 서울대학교 공과대학 학장

## 수상
- 2011년 제5회 젊은과학자상 공학부문
- 2016년 과학기술훈장 진보장
- 2021년 제17회 경암학술상 공학 부문